# Kolonie Müsendrei

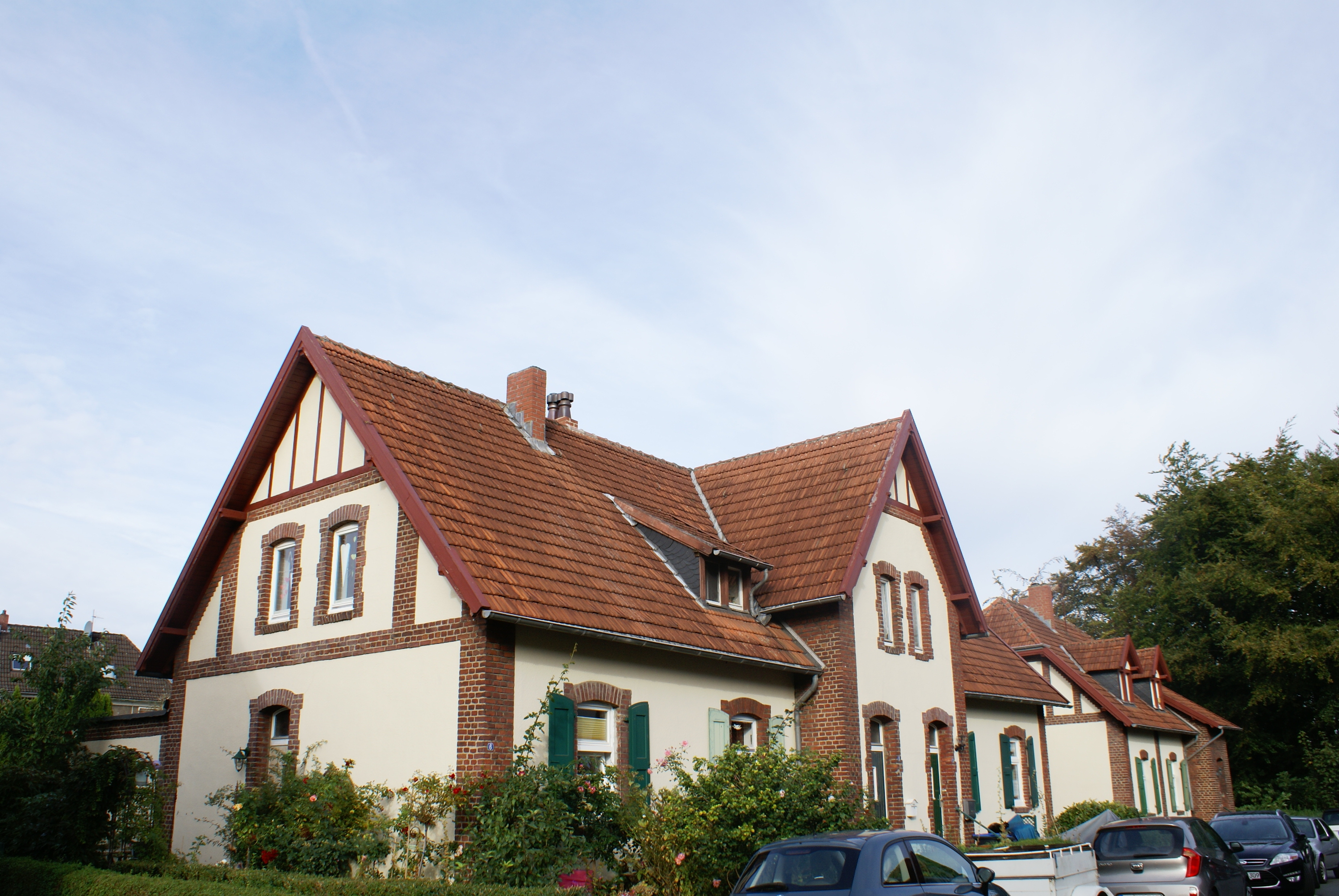
Müsendrei 2, 4 und 6

Die Kolonie Müsendrei ist eine historische Siedlung in Welper, Hattingen.
Sie wurde 1906/07 von Henschel & Sohn als Eigentümer der Henrichshütte errichtet. Sie entstanden rund um das stillgelegte Schachtgebäude von Schacht Müsen III der Zeche Stolberg I. Das Schachtgebäude selbst wurde als Wohngebäude genutzt und 1975 abgerissen. Es wurden auch Gartenflächen zur Selbstversorgung ihrer Bewohner eingeplant.